# Agathis montana
Agathis montana — вид хвойних рослин родини араукарієвих.

## Поширення, екологія
Північний схід Нова Каледонія: хребет Мон-Пані, 1000–1640 метрів.

## Морфологія
Дерева висотою 15–20 м з великою, пласкою кроною. Кора жовтувато-коричнева й відлущується тонкими пластинами або лусками. Внутрішня кора червоно-коричнева. Листки від ланцетних до еліптичних, гострі, 6–8 см × 1,5–2 см. Бруньки кулясті. Шишки кульові, 9 см × 7 см, на товстій плодоніжці. Пилкові шишки циліндричні, 4–5 × 0,8–1 см. Насіння закруглене з оберненояйцеподібними крилами з одного боку.